# Processó de la Sanch

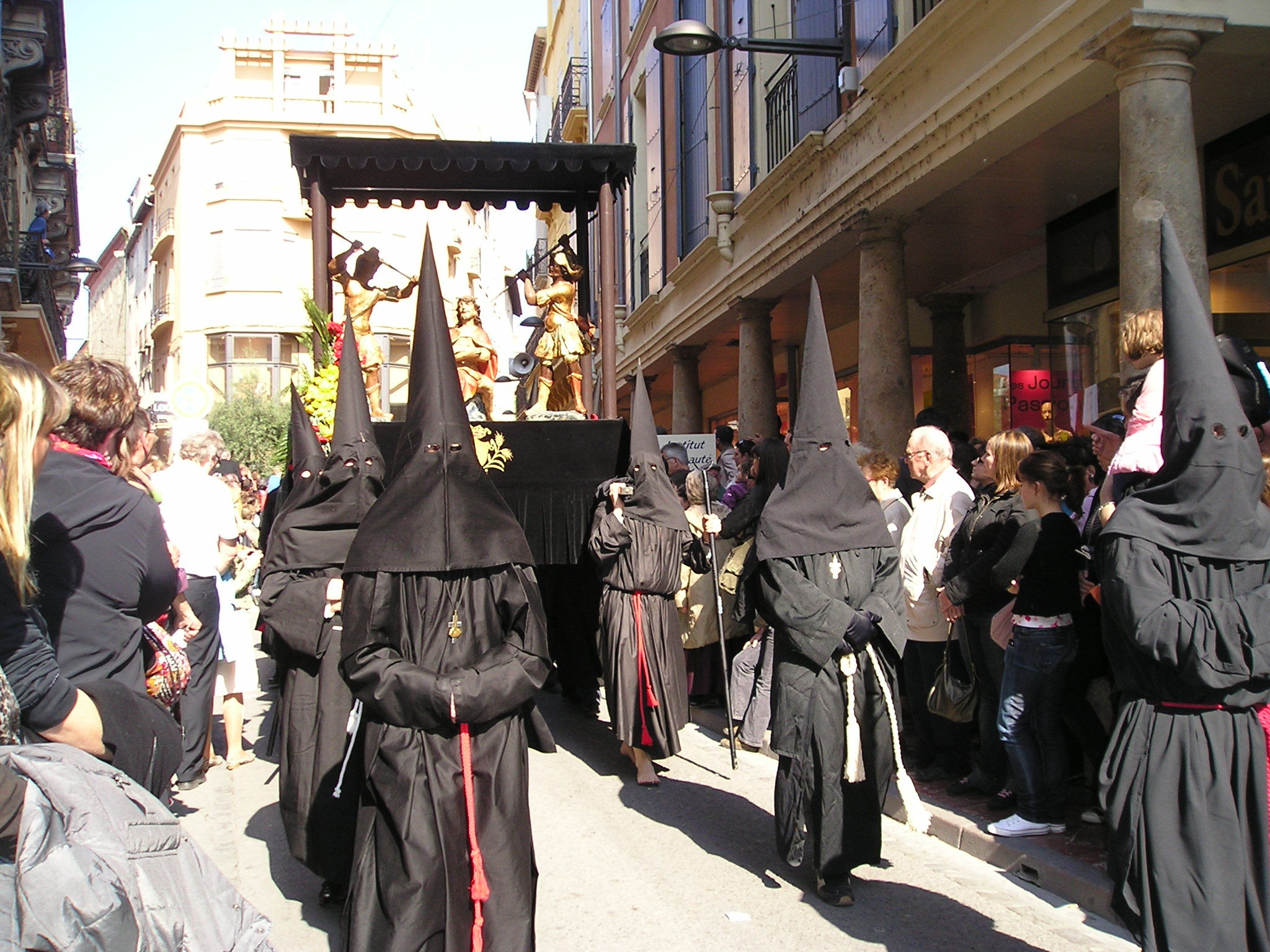
La famosa Processó de la Sanch, antiguamente prohibida, se celebra hoy en Perpiñán, Arles-sur-Tech y Colliure.

La Procesión de la Sangre (en catalán: Processó de la Sanch) es una ceremonia religiosa anual celebrada en algunos municipios del departamento francés de Pirineos Orientales (Perpiñán, Arles-sur-Tech y Colliure) que se realiza durante el Viernes Santo de la Semana Santa católica. 

## Origen
El origen de esta procesión se encuentra en la asistencia y el acompañamiento que se prestaba a los condenados a la hora de su ejecución. El uso del característico tocado puntiagudo cubierto por una máscara de tela tenía como función proteger la identidad de los presos frente a la posible revancha de sus agraviados. De ahí que tanto los presos, como los penitentes (presentes para confortar a quienes estaban a punto de morir) y el verdugo ocultaran así su identidad como modo de garantizar su anonimato frente al pueblo que asistía a la ceremonia. Esta práctica se mezcló con las tradiciones cristianas de Viernes Santo (conmemoración de la pasión y muerte de Jesucristo).

## Cortejo
En la actualidad se lleva a cabo una larga procesión en silencio (no obstante en ella se toca el tambor) en la que participan personas revestidas de hábito negro que siguen a un muñidor (llamado aquí "regidor") a su vez revestido de hábito rojo. El mismo va tañendo una campana con cuyo sonido reclama silencio a la vez que avisa a quienes están en la calle de la presencia de la procesión. Otros penitentes, igualmente revestidos de rojo, portan sobre andas pasos representando diversas escenas de la Pasión de Cristo y los Dolores de su Madre.

## Confraria de la Sanch
La Cofradía de la Sangre (en catalán: Confraria de la Sanch) (Preciosa Sang del Senyor) se encarga de llevar a cabo la celebración. Fue fundada el 11 de octubre de 1416 en la iglesia de Sant Jaume de Perpiñán, después de la predicación del fraile dominico Vicente Ferrer.

## Historia
A raíz de la incorporación del territorio de los antiguos condados de Rosellón y (parcialmente) de Cerdaña a Francia por el Tratado de los Pirineos esta celebración fue prohibida por ser considerada barroca y española. Sin embargo, se continuó celebrando extramuros durante un siglo. En Perpiñán se ha reavivado su práctica desde 1950 gracias a los esfuerzos del folclorista Josep Deloncle.